# 가와니시정 (야마가타현)
가와니시정(일본어: 川西町 가와니시마치[*])은 일본 야마가타현 남부에 있는 히가시오키타마군의 정이다.

## 지리
요네자와 분지의 남서부에 있고 정의 북단을 모가미강, 동단을 오모노강이 흐르고 하천 부근을 시정 경계로 한다. 남부는 산지이고 남서쪽에서 북동쪽을 향해 구로카와강과 이누카와강 등 두 개의 하천이 흐른다. 다카도야산을 경계로 분지에 들어가 각각의 하천이 합류하고 정의 북부에서 모가미강으로 흘러든다. 정사무소 등이 있는 정의 중심부는 교통편이 좋은 분지의 남서단에 위치한다.

## 역사
- 1889년 4월 1일 - 정촌제 시행으로 미나미오키타마군 다마니와촌, 히가시오키타마군 오쓰카촌, 이누카와촌, 고마쓰정, 주군촌이 성립하였다.
- 1955년 1월 1일 - 미나미오키타마군 다마니와촌, 히가시오키타마군 오쓰카촌, 이누카와촌, 고마쓰정, 주군촌이 합병해 가와니시정이 탄생하였다.
- 1955년 2월 1일 - 히가시오키타마군 요시지마촌을 편입하였다.

## 인구
| 연도 | 인구   | ±%     |
| ---- | ------ | ------ |
| 1920 | 23,608 | —      |
| 1930 | 25,581 | +8.4%  |
| 1940 | 26,498 | +3.6%  |
| 1950 | 30,645 | +15.7% |
| 1960 | 28,506 | −7.0%  |
| 1970 | 23,769 | −16.6% |
| 1980 | 22,423 | −5.7%  |
| 1990 | 21,548 | −3.9%  |
| 2000 | 19,688 | −8.6%  |
| 2010 | 17,308 | −12.1% |

## 교통

### 철도
- 동일본 여객철도 요네사카선
- 야마가타 철도 플라워 나가이선

### 도로
- 국도 113호선
- 국도 287호선